# Fuad Masum
Muḥammad Fūād Ma'ūm, em curdo: فوئاد مەعسووم; em árabe: محمد فؤاد معصوم (Koy Sanjaq, 1 de janeiro de 1938), é um político curdo e iraquiano. Foi o sétimo presidente do Iraque, servindo de 2014 a 2018. Foi eleito pelo Parlamento como o segundo presidente não árabe seguido do seu país, em meio a Segunda Guerra civil e sucedeu Jalal Talabani em 2014, encerrando nove anos de governo do seu predecessor.